# 松本篤史
松本 篤史（まつもと あつし、1988年3月24日-）は、日本のレスリングフリースタイル及びグレコローマンスタイルの選手。群馬県邑楽郡千代田町出身。ALSOK所属。階級は92kg級。身長182cm。兄の隆太郎は2012年ロンドンオリンピックグレコローマン60kg級で銅メダルを獲得した。

## 経歴
千代田ジュニア教室でレスリングを始めた。館林高校3年の時にジュニアオリンピック カデットの部69kg級で優勝すると、インターハイ66kg級では3位になった。日体大に進むと、3年の時にはジュニアオリンピックジュニアの部84kg級で2連覇した。4年の時には全日本学生選手権で2連覇すると、グレコローマンスタイルでも2位となった。2010年には綜合警備保障の所属になると、全日本選抜選手権で優勝するも、世界選手権では11位に終わった。2011年の全日本レスリング選手権大会で優勝するも、2012年のロンドンオリンピックには予選で敗れて出場できなかった。2013年には全日本選抜選手権と全日本レスリング選手権大会で優勝した。2014年には全日本選抜選手権と全日本レスリング選手権大会86kg級で優勝するも、世界選手権では11位だった。2015年には全日本選抜選手権で優勝するも、アジア選手権では2位、世界選手権では14位だった。2016年には全日本選抜選手権で優勝するも、リオデジャネイロオリンピックには出場できなかった。その後、全日本レスリング選手権大会にはグレコローマンスタイル85kg級に出場して優勝した。2017年には警視庁の所属に変わると、アジア選手権では2位となったが、世界選手権では15位にとどまった。2018年にはフリースタイルに戻して全日本レスリング選手権大会92kg級で優勝すると、その後のプレーオフを制して世界選手権代表に選ばれた。世界選手権では準決勝でベラルーシの選手に敗れるも、3位決定戦でモンゴルの選手を6－5で破って、30歳にして初めて世界大会でメダルを獲得することになった。

## 主な戦績
- 2005年 - ジュニアオリンピック カデットの部 優勝（69kg級）
- 2005年 - インターハイ　3位（66kg級）

84kg級での戦績
- 2007年 - ジュニアオリンピック ジュニアの部 優勝
- 2008年 - ジュニアオリンピック ジュニアの部 優勝
- 2008年 - 全日本学生選手権　優勝
- 2008年 - 全日本大学選手権　優勝
- 2008年 - 全日本レスリング選手権大会　2位
- 2009年 - 全日本選抜選手権　2位
- 2009年 - 全日本学生選手権　フリー　優勝　グレコ　2位
- 2010年 - 全日本選抜選手権　優勝
- 2010年 - 世界選手権　11位
- 2010年 - 全日本レスリング選手権大会　2位
- 2011年 - デーブ・シュルツ記念国際大会　3位
- 2011年 - 全日本レスリング選手権大会　優勝
- 2012年 - 全日本レスリング選手権大会　2位
- 2013年 - デーブ・シュルツ記念国際大会　3位
- 2013年 - 全日本選抜選手権　優勝
- 2013年 - 全日本レスリング選手権大会　優勝

86kg級での戦績
- 2014年 - 全日本選抜選手権　優勝
- 2014年 - 世界選手権　11位
- 2014年 - 全日本レスリング選手権大会　優勝
- 2015年 - ブリヤート国際大会　優勝
- 2015年 - モンゴル・オープン国際大会　優勝
- 2015年 - アジア選手権　2位
- 2015年 - 全日本選抜選手権　優勝
- 2015年 - 世界選手権　14位
- 2016年 - 全日本選抜選手権　優勝

85kg級での戦績
- 2016年 - 全日本レスリング選手権大会　グレコ　優勝
- 2017年 - アジア選手権　グレコ　2位
- 2017年 - 全日本選抜選手権　グレコ　3位
- 2017年 - 世界選手権　15位
- 2017年 - 全日本レスリング選手権大会　グレコ　3位（87kg級）

92kg級での戦績
- 2018年 - 全日本レスリング選手権大会　優勝
- 2018年 - 世界選手権　3位

(出典)